# Empresa Funeraria Municipal de Palma de Mallorca
La Empresa Funeraria Municipal S.A. (EFM) es la sociedad pública encargada de gestionar los servicios funerarios del ayuntamiento de Palma de Mallorca. Fue creada como sociedad anónima en 1986, a la cual en 1992 se incorporaron los servicios municipales de cementerios, año en que también el ayuntamiento se convirtió en el propietario del 100% de las acciones. En 1997 la EMF se hizo cargo, mediante un alquiler con opción de compra a los quince años, del tanatorio del cementerio de Bon Sosec, en el término municipal de Marrachí.
La primera ubicación de la EFM, en 1947, fue en la Calle Rafael Rodríguez Méndez, pasó en 1976 a la Calle Vall d'Argent, y en 1991 a Son Pacs. En 2003 se inauguraron les nuevas instalaciones de Son Valentí y todos los servicios administrativos funerarios y de cementerio de la EFM se trasladaron al nuevo edificio.